# Jaroslav Brabec (atlet)
Jaroslav Brabec (27. července 1949 Litoměřice – 20. května 2018) byl československý atlet a atletický trenér, který získal zlatou medaili ve vrhu koulí na Halovém mistrovství Evropy v atletice 1973 a několikrát překonal československý rekord.

## Život
Jaroslav Brabec se narodil v Litoměřicích a začínal v atletickém oddílu v Lovosicích. Už v roce 1969, kdy mu bylo 20 let, dosáhl ve vrhu koulí dobrý výkon 17,07 m. Zkoušel i hod diskem, ale lepší výsledky dosáhl ve vrhu koulí. Oženil se s diskařkou Vladimírou Srbovou. Má dva syny, Jana a Petra, kteří si vybrali jako sport házenou.
Jaroslav Brabec je také známým atletickým trenérem. Mezi jeho svěřence patřil např. Jan Železný.

## Sportovní úspěchy
Po přestupu do Dukly Praha v roce 1969 se výkonnost Jaroslava Brabce začala zvyšovat. Rok 1971 pro něj znamenal tituly přeborníka Československa jak v hale, tak pod širým nebem. V květnu roku 1971 na atletických přeborech Prahy poprvé překonal československý rekord ve vrhu koulí výkonem 19,73 m (do té doby držel rekord Miroslav Janoušek výkonem 19,27 m z roku 1969). Na základě dobrých výkonů byl nominován na Mistrovství Evropy v atletice 1971 v Helsinkách, kde měl jeho nejlepší pokus délku 18,50 m, což nestačilo na postup do finále.
Halové mistrovství Evropy v atletice 1972 ve francouzském městě Grenoble mu přineslo bronzovou medaili za výkon 19,94 m. Jaroslav Brabec reprezentoval Československo také na Letních olympijských hrách 1972 v Mnichově, kde se probojoval z kvalifikace do finále a výkonem 19,86 m obsadil desáté místo. Týden po návratu z Mnichova, při mezistátním utkání v atletice Československo – Norsko, vrhnul kouli do vzdálenosti 20,97 m, což byl nový československý rekord. Tento výkon by na mnichovské olympiádě stačil na šesté místo (pouze 21 cm od zlaté medaile).
Největší mezinárodní úspěch Jaroslav Brabec dosáhl na Halovém mistrovství Evropy 1973 v Rotterdamu, kde vybojoval zlatou medaili za výkon 20,29 m. Bronzovou medaili získal bývalý československý reprezentant Jaromír Vlk výkonem 19,68 m. Na konci sezóny, dne 1. září 1973 v Banské Bystrici, opět zlepšil československý rekord ve vrhu koulí, tentokrát výkonem 21,04 cm. Jako první československý koulař překonal hranici 21 m ve vrhu koulí.
Halové mistrovství Evropy v atletice 1974 ve švédském Göteborgu bylo pro Jaroslava Brabce zase úspěšné. Obsadil třetí místo výkonem 19,87 m. Na Rošického memoriálu v Praze, dne 19. června 1974, si Jaroslav Brabec vytvořil nejlepší výkon v tomto roce - 20,37 m. Mistrovství Evropy v atletice 1974, které se konalo na podzim v Římě, znamenalo sedmé místo výkonem 19,73 m.
Halové mistrovství Evropy v atletice 1975 v Katovicích přineslo jen čtvrté místo nevýrazným výkonem 18,96 m. Na mítinku Zlatá tretra v Ostravě dne 5. června 1976 zvítězil Jaroslav Brabec výkonem 20,58 m, což byl toho roku jeho nejlepší výkon. Letní olympijské hry 1976 v Montrealu znamenaly jedenácté místo ve finále, přičemž výkon byl téměř o metr kratší než v Ostravě – 19,62 m.
Halové mistrovství Evropy v atletice 1978 znamenalo šesté místo za výkon 19,36 m. Na mítinku Zlatá tretra v Ostravě dne 7. června Jaroslav Brabec předvedl výkon rovných 20 metrů. Mistrovství Evropy v atletice 1978 v Praze přineslo Jaroslavu Brabcovi deváté místo ve finále výkonem 19,27 m. Další československý koulař Jaromír Vlk skončil na sedmém místě (19,53 m). Jaroslav Brabec reprezentoval Československo také na Halovém mistrovství Evropy v atletice 1979 ve Vídni, kde obsadil šesté místo (19,07 m).

## Postavení ve světových tabulkách
Ve světových tabulkách nejlepších výkonů ve vrhu koulí na tom byl Jaroslav Brabec nejlépe v roce 1973, kdy obsadil dělené páté až šesté místo. Pokud vynecháme v tabulkách výkony koulařů dosažené na halových závodech, tak Jaroslavu Brabcovi patří v roce 1973 dokonce třetí místo na světě.
| Pozice | Atlet              | Výkon   | Datum      | Místo           | Poznámka       |
| ------ | ------------------ | ------- | ---------- | --------------- | -------------- |
| 1      | Al Feuerbach       | 21,82 m | 05.05.1973 | San José        | Světový rekord |
| 2      | Hartmut Briesenick | 21,67 m | 01.09.1973 | Potsdam         |                |
| 3      | Brian Oldfield     | 21,60 m | 26.05.1973 | Salt Lake City  | Hala           |
| 4      | George Woods       | 21,27 m | 23.02.1973 | New York        | Hala           |
| 5–6    | Jaroslav Brabec    | 21,04 m | 01.09.1973 | Banská Bystrica |                |
| 5–6    | Fred DeBernardi    | 21,04 m | 12.05.1973 | Philadelphia    | Hala           |

## Výkonnostní vývoj
Jaroslav Brabec si vytvořil osobní rekord ve vrhu koulí v roce 1973, potom měla jeho výkonnost pozvolna klesající tendenci.
| Rok   | 1972    | 1973    | 1974    | 1975    | 1976    | 1977    | 1978    | 1979    |
| Výkon | 20,97 m | 21,04 m | 20,37 m | 20,45 m | 20,58 m | 19,80 m | 20,00 m | 19,71 m |

## Shrnutí
Kromě tří medailí z halových evropských šampionátů byl Jaroslav Brabec také pětinásobným přeborníkem Československa ve vrhu koulí v hale a osminásobným mistrem Československa na otevřené dráze. Celkem 5× překonal československý rekord ve vrhu koulí. Reprezentoval Československo celkem 35× v mezistátních utkáních, z toho 5× to byl Evropský pohár v atletice. Jako první československý koulař překonal hranici 21 m ve vrhu koulí. Jaroslav Brabec měl následující osobní rekordy: 21,04 m ve vrhu koulí a 54,80 m v hodu diskem.